# Emahmime
Emahmime (arabisch ام همميمي, auch: Mahmimet, Algena oder Alghiena) ist eine Stadt in der eritreischen Region Semienawi Kayih Bahri. Sie ist der Hauptort der Subregion Karura im äußersten Norden des Landes an der Grenze zum Sudan.
Der Ort liegt an einer Sandpiste, die von Nakfa im Süden nach Karura an der Grenze zum Sudan im Norden führt. Eine weitere Piste führt zur Küste des Roten Meeres, die knapp 40 Kilometer entfernt liegt.
Die Bevölkerung der Subregion Karura besteht hauptsächlich aus Angehörigen der Völker Tigre und Rashaida. Die größte Herausforderung für die Bevölkerung ist die Abgeschiedenheit durch die großen Entfernungen, die schlechte Weginfrastruktur und den fehlenden Empfang.

## Geschichte
Während des Eritreischen Unabhängigkeitskrieges war die Subregion Karura ein stark umkämpftes Kriegsgebiet, sodass die Bevölkerung ihre kleinen Siedlungen verlassen musste und in den Sudan bzw. in andere Gebiete Eritreas floh. Alle heute existierenden Siedlungen wurden nach der Unabhängigkeit neu angelegt. Emahmime wurde während des Krieges als äthiopische Garnisonsstadt gegründet und wuchs nach der Unabhängigkeit dadurch, dass sich die zurückkehrenden Bewohner der Region dort ansiedelten. Die erste Schule der Subzone wurde 1992 in Emahmime eröffnet, des Weiteren existiert ein Gesundheitszentrum.
Die Bevölkerung von Emahmime wächst, da im Gegensatz zum Umland durch die Anwesenheit von Schulen, Gesundheitszentrum und Trinkwasser die grundlegendsten Bedürfnisse befriedigt werden können. So existiert ein reges Geschäftsleben inklusive Herbergen, Gasthäusern, Bäckereien und einer Mühle.